# Зириклы (Гафурийский район)
Зириклы (баш. Ерекле) — деревня в Гафурийском районе Республики Башкортостан Российской Федерации. Входит в состав Толпаровского сельсовета.

## География

### Географическое положение
Находится на берегу реки Зилим. Рядом с деревней в Зилим впадает множество рек: Ереклы, Ауй, Суалган, Такаты.
Расстояние до:
- районного центра (Красноусольский): 88 км,
- центра сельсовета (Толпарово): 18 км,
- ближайшей ж/д станции (Белое Озеро): 90 км.

## Население
| 2002 | 2009 | 2010 |
| ---- | ---- | ---- |
| 34   | ↘28  | ↗29  |

Согласно переписи 2002 года, преобладающие национальности —  башкиры (59%), русские (41%)..